# Mysinge

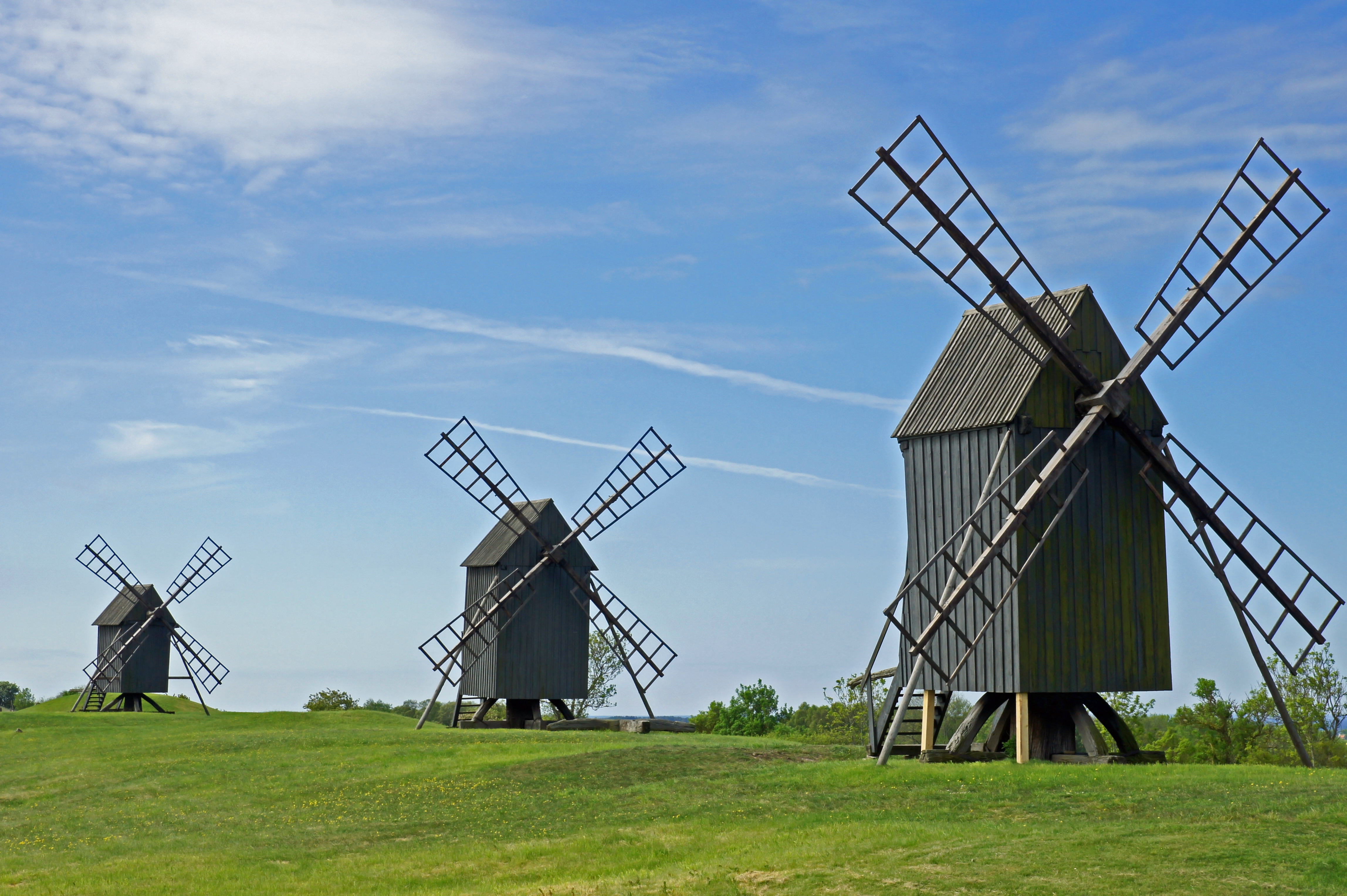
Windmühlen bei Mysinge

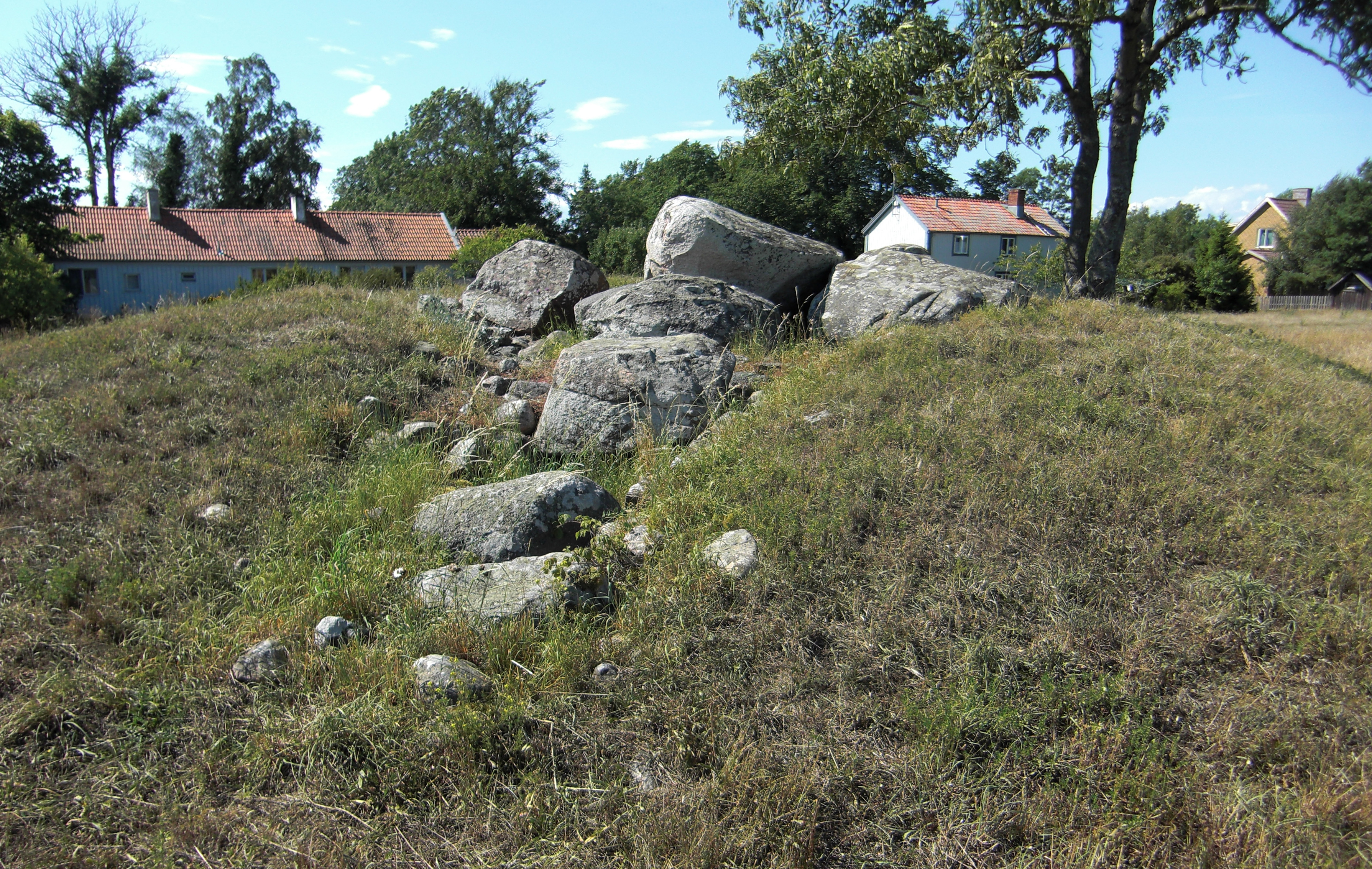
Prähistorische Grabanlage bei Mysinge

Mysinge ist ein zur Gemeinde Mörbylånga gehörendes Dorf auf der schwedischen Ostseeinsel Öland.
Das weniger als 50 Einwohner (Stand 2005) zählende Dorf bildete im Zeitraum von 2000 bis 2005 gemeinsam mit dem unmittelbar südlich angrenzenden Dorf Bengtstorp den Småort Mysinge och Bengtstorp. Gemeinsam hatten beide Dörfer im Jahr 2000 50 Einwohner und eine Fläche von 39 Hektar.
Durch Mysinge führt die Landstraße 136. Westlich von Mysinge liegt Mörbylånga, östlich erstreckt sich die karge Alvarlandschaft des Stora Alvaret.
Bekannt ist Mysinge durch das nördlich des Dorfes gelegene Gräberfeld von Mysinge. Hier befinden sich mit den Dolmen von Resmo die östlichsten Ganggräber Europas. Das Alter der vier Grabkammern wird auf etwa 5000 Jahre geschätzt. Neben diesen steinzeitlichen Gräbern befinden sich auf dem Gräberfeld viele Grabanlagen aus der Bronzezeit. Besonders markant sind die großen Grabhügel Mysinge hög und Gynge hög.
Östlich von Mysinge zieht sich das Mysinge naturreservat als schmales Band bis zum Feuchtgebiet Möckelmossen durch das Stora Alvaret. Südlich der das Stora Alvaret von Resmo nach Stenåsa durchquerenden Straße befindet sich ein eisenzeitlicher Siedlungsplatz. Die Gründungen hier ursprünglich einmal stehender Häuser sind noch zu erkennen.